# 異丙嗪
異丙嗪，其盐酸盐又名盐酸普鲁米近（Promethazine Hydrochloride）或非那根（Phenergan），是一種常見的止咳藥物，為第一代抗組織胺藥，能竞争性阻断组胺H1受体，对抗组胺所致之毛细血管扩张，並降低其通透性。因此，能夠平復因為氣管受刺激而引起的咳嗽。
有糖漿溶液及片狀兩種，以糖漿溶液較常見，呈鉻黃色，藥性與可待因相似，忌光，可令服用者口乾及產生睡意。這種藥水在其他國家一般都很容易可以在藥房無需處方購買。不過，由於在美國─特別是德薩斯州的休斯頓─經常被當地的年青人濫用，所以在美國需要醫生處方才可以購買。
2006年4月25日，美國食品藥物管理局發布有關鹽酸異丙嗪藥品安全警示，警告醫生和家長含有鹽酸異丙嗪藥物不宜給不滿兩歲孩子，給超過兩歲較年長的小孩，給予這些藥物應該小心。美國食品藥物管理局在這個安全警示說，已被證實關聯到鹽酸異丙嗪，而發生嚴重呼吸困難的22份報告中有7例死亡，所有兒童年齡均小於兩歲。這種藥物，最初於1951年批准，通常規定為抗組胺藥或過敏藥物。3歲以下小孩不應注射鹽酸異丙嗪藥品。